# Enric Tous
Enric Tous i Carbó (Barcelona, 25 de abril de 1925-ibídem, 3 de mayo de 2017) fue un arquitecto español.

## Biografía
Titulado en la Escuela Técnica Superior de Arquitectura de Barcelona en 1953, trabajó asociado con Josep Maria Fargas, entre 1954 y 1992. Entusiastas de las nuevas tecnologías y seguidores del estilo high-tech, denotaron la influencia de Ludwig Mies van der Rohe, Richard Neutra y Craig Ellwood. Fueron autores de varios edificios para la Banca Catalana en Barcelona: el del paseo de Gracia 84 (1965-1968) destaca por su fachada, planteada con alternancia de módulos prefabricados y plafones de vidrio; el de la avenida Diagonal 662 (1974-1975), actual sede del grupo Planeta, es un conjunto de tres torres octogonales recubiertas de vegetación; y el de la calle Balmes 236 (1975) es actualmente sede de una consejería de la Generalidad de Cataluña.
Otras obras conjuntas suyas son: el edificio Mandri (c/ Pau Claris 180 esquina Provenza 277, 1955-1959); la Casa Ballvé (Pedralbes, 1961); la Fábrica Dallant (San Feliu de Llobregat, 1963); la Fábrica Kas (Vitoria, 1965); el edificio de oficinas del Banco Industrial de Bilbao (avenida Diagonal 468, 1969-1973); el Banco Pastor (Barcelona, 1982) y la reforma de la Estación del Norte de Barcelona (1990-1992). Realizaron también dos iglesias: la de Santa Magdalena en Viladecans (1972) y la de Nuestra Señora de la Salud en Barcelona (1973). También realizaron la decoración interior del Colegio de Arquitectos de Cataluña y Baleares, en la plaza Nueva de Barcelona, junto a otros equipos de arquitectos (1958-1962).
Fue autor del libro L'arquitectura i la vida: sobre Gaudí i altres escrits (2015).